# Rupertsberger Riesenkodex

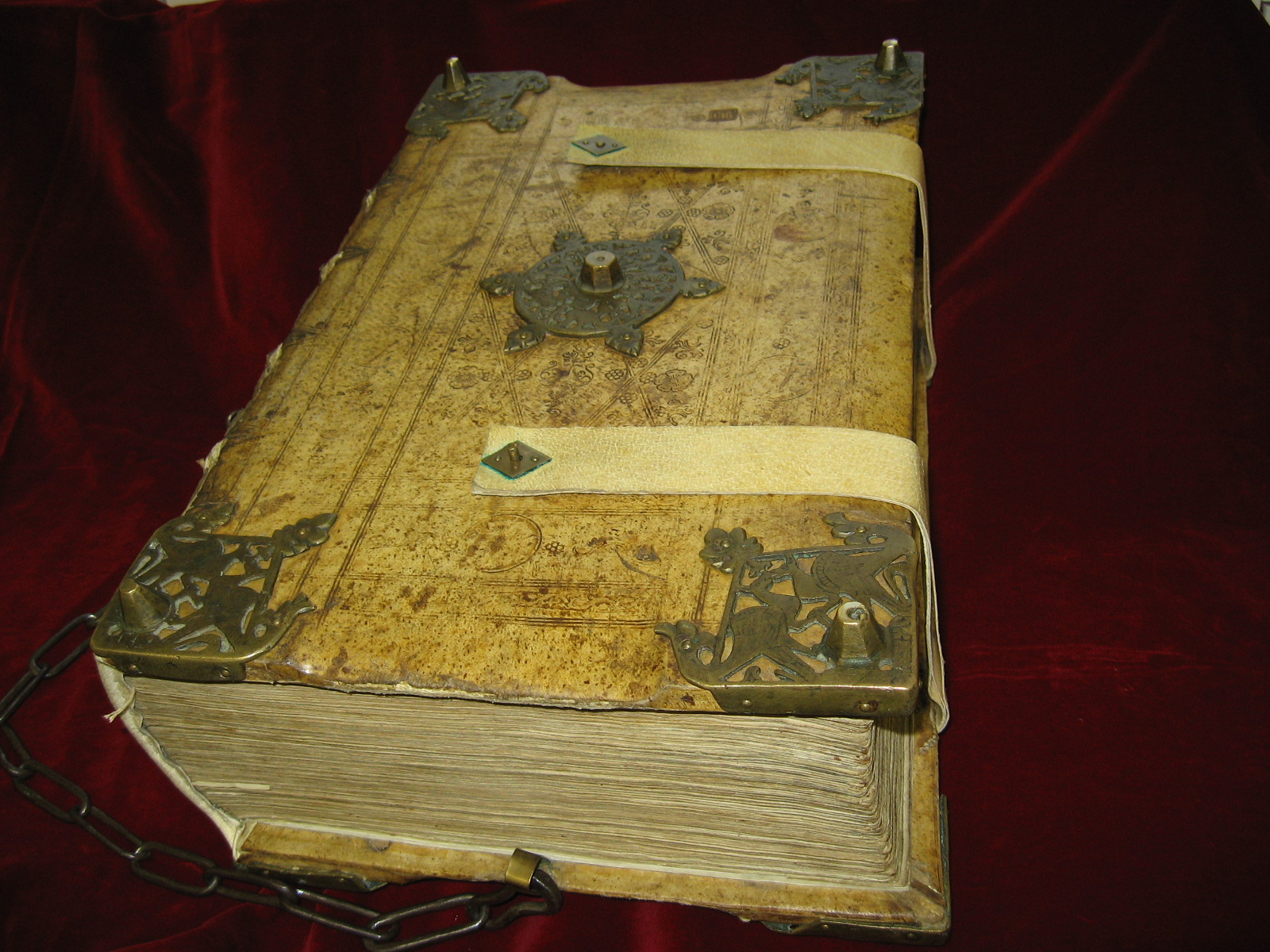
Der Rupertsberger Riesenkodex

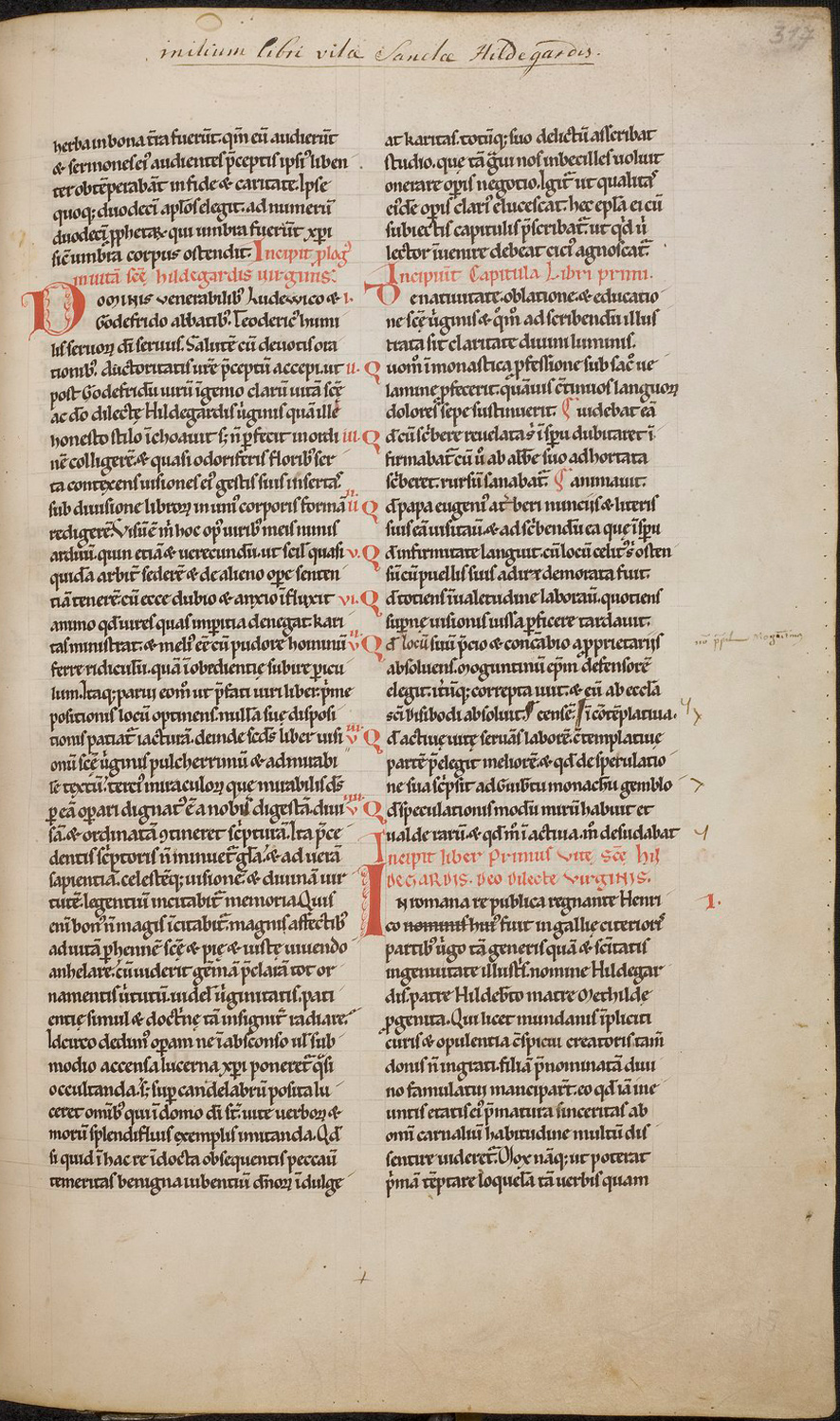
Eine Seite des Riesencodex

Der Rupertsberger Riesenkodex, auch Kodex mit der Kette oder Wiesbaden-Kodex, ist eine mittelalterliche Handschrift der Werke Hildegards von Bingen. Im Kodex sind enzyklopädisch alle ihre Werke, mit Ausnahme der medizinischen und naturwissenschaftlichen Abhandlungen, versammelt.
Das Buch wird heute als Handschrift Nr. 2 in der Hochschul- und Landesbibliothek RheinMain verwahrt und gilt als wertvollstes Buch der Sammlung. Die Handschrift Nr.1, die sogenannte Scivias-Handschrift mit 35 Miniaturen, gehört zu den Kriegsverlusten in Dresden.
Der Name „Riesenkodex“ bezieht sich auf den Umfang des Werkes. Es umfasst 481 Blatt Pergament, misst etwa 46 cm × 30 cm und wiegt ungefähr 15 kg. Da er über eine eiserne Kette verfügt, mit der er gesichert war, wird er auch als „Kodex mit der Kette“ bezeichnet.

## Geschichte
Der Kodex wurde im späten 12. Jahrhundert im Kloster Rupertsberg bei Bingen angelegt. Mit der Arbeit wurde wahrscheinlich noch zu Lebzeiten von Hildegard, die Äbtissin des Klosters war, begonnen. An der Erstellung des Kodex waren mehrere Schreiber, vermutlich um Hildegards letzten Sekretär Wibert von Gembloux und den Mönch Volmar von Disibodenberg, beteiligt.
In den folgenden Jahrhunderten wurde der Kodex im Kloster Rupertsberg verwahrt. Etwa im 15. oder 16. Jahrhundert wurde er mit einem neuen Einband aus Holzdeckeln mit Schweinslederüberzug versehen. Wahrscheinlich erfolgte die Einbindung im Kloster Johannisberg im Rheingau. Hierbei wurde auch die Kette hinzugefügt, um den Kodex gegen Diebstahl zu sichern.
Während des Dreißigjährigen Krieges konnte das Werk gemeinsam mit dem Eibinger Reliquienschatz vor der Plünderung und Zerstörung des Klosters durch schwedische Truppen gerettet werden. Mit dem Konvent kam es 1641 in das Kloster Eibingen, ein Tochterkloster von Rupertsberg. Mit der Säkularisation und Räumung des Klosters Eibingen 1814 kam das Buch in den Besitz des Herzogtums Nassau. Dieses führte es der Nassauischen Landesbibliothek zu.
Aufgrund eines Transportschadens 1928 musste der Einband des Kodex ausgebessert werden. Während des Zweiten Weltkriegs erfolgte eine Auslagerung des Werkes nach Dresden. Er gelangte jedoch, im Gegensatz zu anderen Handschriften, 1948 wieder nach Wiesbaden.
Heute wird der Kodex in der Hochschul- und Landesbibliothek RheinMain verwahrt. Aus konservatorischen Gründen ist er nicht normal einsehbar. Im September 2013 wurde er im Rahmen einer Sonderausstellung im Kloster Eberbach, das zweite Mal seit dem Zweiten Weltkrieg, öffentlich ausgestellt. Darüber hinaus ist eine digitale Version öffentlich verfügbar.

## Inhalt
Die Visions-Trilogie:
- Scivias, (Blatt 1–135)
- Liber vitae meritorum (Blatt 135–201)
- Liber divinorum operum (Blatt 202–308)

Den Brief an die Mainzer Prälaten:
- Ad praelatos Moguntinenses (Blatt 308–317)

Die Lebensbeschreibung der Hildegard von Bingen der Mönche Gottfried von Disibodenberg und Theoderich von Echternach,
- Vita Hildegardis (Blatt 317–327)

Eine Sammlung von 282 Briefen (darunter an die Päpste Alexander III. und Eugen III., Kaiser Friedrich I. und Bernhard von Clairvaux)
- Liber epistolarum et orationum (Blatt 328–434)

eine fragmentarische Sammlung von Homilien
- Expositiones evangeliorum (Blatt 434–461)

sprachkundlich-experimentellen Schriften
- Lingua ignota, (Blatt 461v–464v)
- Litterae ignotae (Blatt 464v),

Ein „Brief der Villarenser Mönche nach dem Tode Hildegards“ mit verschiedenen theologischen Fragen
- Literae Villarenses (Blatt 464–465)

Die musikalischen Kompositionen:
- Symphonia (Blatt 466–481)
- Ordo Virtutum

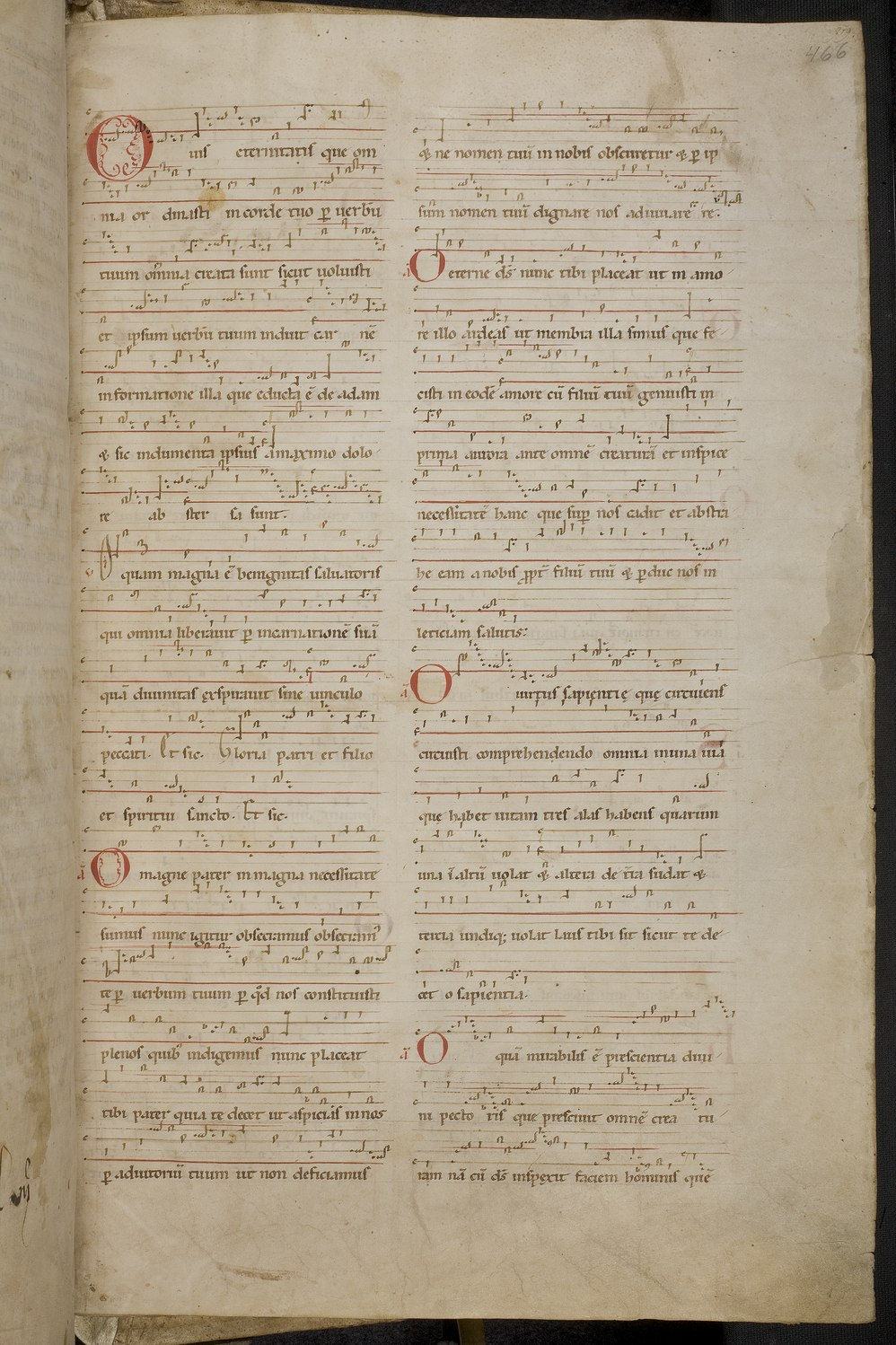
Beispiel einer Seite der musikalischen Kompositionen

Der Kodex ist die letzte bekannte erhaltene Handschrift von Hildegards Werken, die zu ihren Lebzeiten angefertigt wurde. Wegen des Umfangs erreichte das Werk nur eine geringe Verbreitung, er ist selten fast vollständig kopiert worden. Prägend für den Nachruhm der Visionärin blieben vielmehr Bücher, die einen Auszug ihres Werkes beinhalteten. Besonders wichtig war das in zahlreichen Kopien überlieferte Buch 'Speculum futurorum temporum', sive 'Pentachronon' sanctae Hildegardis des Priors Gebeno vom Kloster Eberbach.